# Camp Meeting

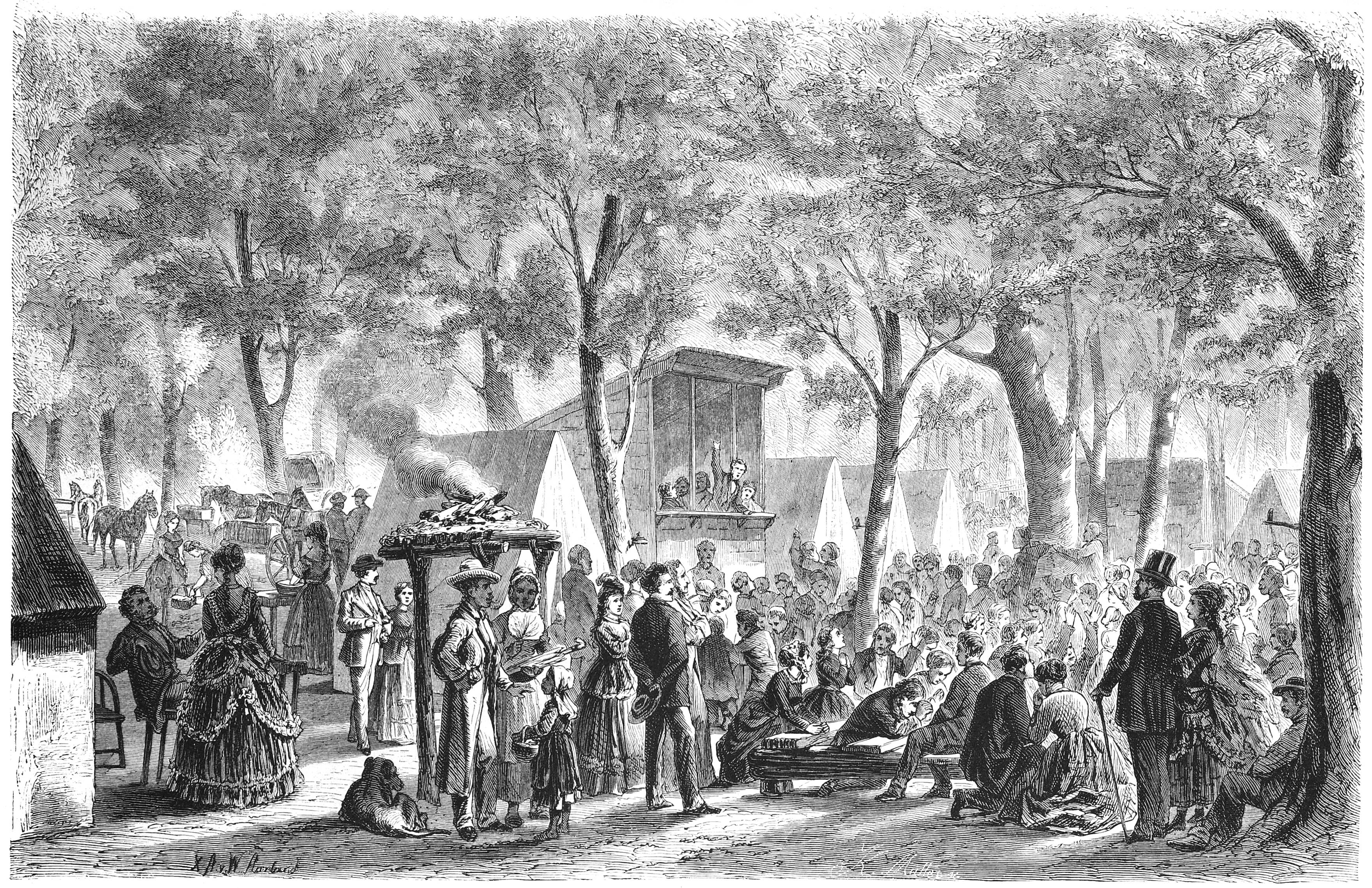
Methodistisches Camp Meeting (1878).

Ein Camp Meeting ist eine religiöse Erweckungsveranstaltung in der Regel unter freiem Himmel in den USA.

## Geschichte
Die großen Erweckungen um 1800, die nahezu jede Ecke der USA erreichten, begannen an den gegenüberliegenden Teilen des Landes: die moderatere Zweite Große Erweckung („Second Great Awakening“) in Neuengland und in die überschäumende große Erweckung („Great Revival“) in Kentucky.
Das Camp Meeting war die maßgebliche religiöse Erneuerung im Zuge der Kentucky-Erweckungen. Diese Veranstaltungen wurden zunächst von presbyterianischen Geistlichen nach dem schottischen Vorbild ausgedehnter open-air „Abendmahlsfestzeiten“ organisiert, die häufig deutlich sichtbare emotionale Anzeichen religiöser Bewegung und Überzeugung auslösten.
In Kentucky luden die Siedler ihre Familien, Angestellten und Sklaven in Kutschen und fuhren zu den presbyterianischen Meetings, wo sie für einige Tage zelteten. Tausende kamen so zusammen. Wenn sie versammelt waren auf einem Feld oder am Waldesrand für ein längeres religiöses Treffen, bauten die Teilnehmer den Aufstellungsort in ein Camp Meeting um.
Einen Höhepunkt bildete das Camp Meeting 1801 in Cane Ridge. Ekstatische Ausbrüche (Springen, Tanzen, Lachen, Rennen, „Übungen des Bellens“ (barking exercises)) nahm man als unmittelbare geistliche Einwirkungen wahr, die ein rasches religiöses Wachstum in Gestalt zahlreicher weiterer Meetings, dem Bau von Kirchen und einem evangelikalen Sinneswandel zur Folge hatten.
Die religiöse Erweckung der Kentucky Camp Meetings war allerdings so intensiv und verursachte solche Gefühlsausbrüche, dass ihre Urheber, die Presbyterianer und die Baptisten sich bald von ihnen distanzierten. Die Methodisten übernahmen schließlich eine moderierte und domestizierte Form der Camp Meetings und führten sie im Osten der USA ein.
In Großbritannien wurden Camp Meetings von den Primitive Methodists veranstaltet; der methodistische Mainstream lehnte dort diese Veranstaltungsform als „nicht respektabel“ ab.

## Sonstiges
Die 3. Sinfonie des amerikanischen Komponisten Charles Ives trägt den Untertitel The Camp Meeting. Sie greift auf American Hymns – religiöse und nationale Lobgesänge – zurück.
Mark Twain nimmt in seinem Buch Die Abenteuer des Huckleberry Finn das camp meeting satirisch aufs Korn.